# Mare de Déu de Lluc (barri)
Mare de Déu de Lluc (antigament Verge de Lluc) és un barri de Palma del districte de Llevant. Limita a ponent amb Son Rutlan, al nord amb Son Cladera per les vies del tren, a llevant amb Marratxí pel Torrent Gros i al sud amb el Viver pel carrer d'Aragó. El 2018 tenia 1783 habitants.
El 10 de juny de 1954 es va constituir el Patronat Verge de Lluc per a la construcció d'habitatges protegits, promogut pel Bisbat de Mallorca. Tres anys més tard, el 2 d'abril de 1957, es va fer la benedicció solemne del grup d'habitatges, promogut per l'Obra Sindical del Hogar.
El barri està format per un conjunt de blocs de pisos de protecció oficial i va sorgir per atendre les primeres grans onades d'immigració peninsular. Fou dissenyat per l'arquitecte Antoni Roca Cabanellas i pren el nom de la Mare de Déu de Lluc, patrona de Mallorca. Compta amb una estació de tren, anomenada Estació de Verge de Lluc pel fet que encara no s'ha canviat l'antic nom.